# جيم هاموند (سياسي)
جيم هاموند (بالإنجليزية: James C. Hammond)‏ هو سياسي أمريكي، ولد في 18 يونيو 1950 بميسولا في الولايات المتحدة. حزبياً، نشط في الحزب الجمهوري. وقد انتخب عضو مجلس ولاية أيداهو.